# Завори (Поморське воєводство)
Завори (пол. Zawory) — село в Польщі, у гміні Хмельно Картузького повіту Поморського воєводства.
Населення — 418 осіб (2011).
У 1975-1998 роках село належало до Гданського воєводства.

## Демографія
Демографічна структура станом на 31 березня 2011 року:
|          | Загалом | Допрацездатний вік | Працездатний вік | Постпрацездатний вік |
| -------- | ------- | ------------------ | ---------------- | -------------------- |
| Чоловіки | 210     | 43                 | 142              | 25                   |
| Жінки    | 208     | 43                 | 121              | 44                   |
| Разом    | 418     | 86                 | 263              | 69                   |